# CL-517
La CL-517 (antigua C-517) es una carretera autonómica que comienza en la N-620 a su paso por el término municipal de  Salamanca y que tiene como final la frontera portuguesa, en el término municipal de La Fregeneda.

## Actuaciones previstas en el Plan 2008-2020
| Tramo                              | PK Inicio | PK Final | Longitud | Actuación | Sección tipo | Valoración Mill. € | Sección actual  | Estado de la Actuación                      |
| ---------------------------------- | --------- | -------- | -------- | --------- | ------------ | ------------------ | --------------- | ------------------------------------------- |
| Acceso a Salamanca                 | 0,00      | 5,00     | 5,00     | Autovía   | 2 x 10,50    | 10,00              | Nueva Carretera | En estudio informativo. Aún sin construir.  |
| Salamanca - Vitigudino             | 5,00      | 68,10    | 63,10    | Mejora    | 7/10         | 18,93              | 7/9             | Actuación pendiente de estudio informativo. |
| Vitigudino - La Fregeneda          | 68,10     | 109,60   | 41,50    | Refuerzo  | 6/8          | 5,04               | 6/8             | Actuación pendiente de estudio informativo. |
| La Fregeneda - Frontera Portuguesa | 109,60    | 120,60   | 11,00    | Mejora    | 6/8          | 3,30               | 6/7             | Actuación pendiente de estudio informativo. |

## Galería de imágenes

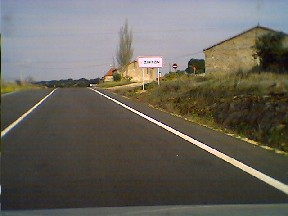
CL-517 a su paso por Zafrón
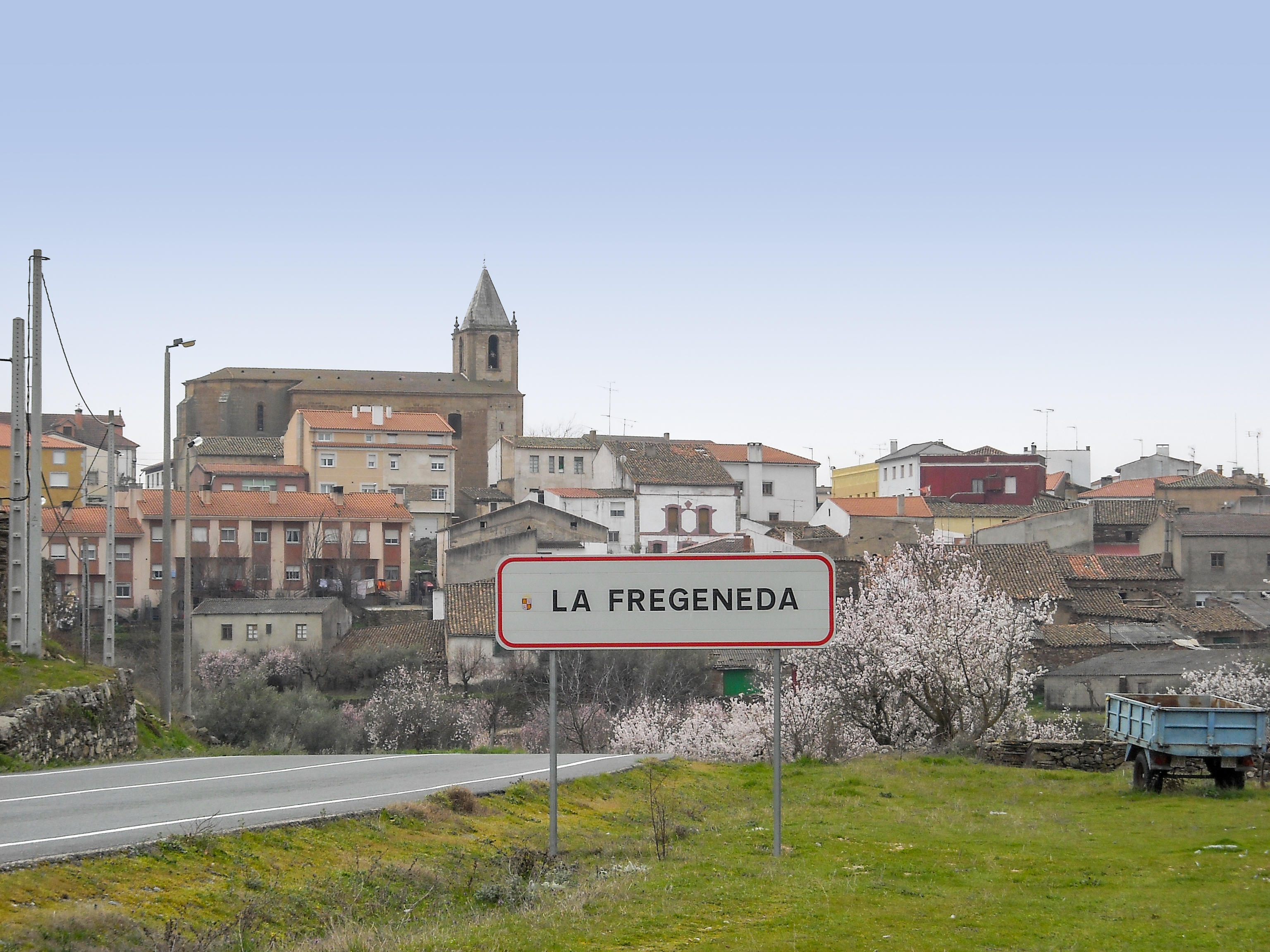
CL-517 a su paso por La Fregeneda
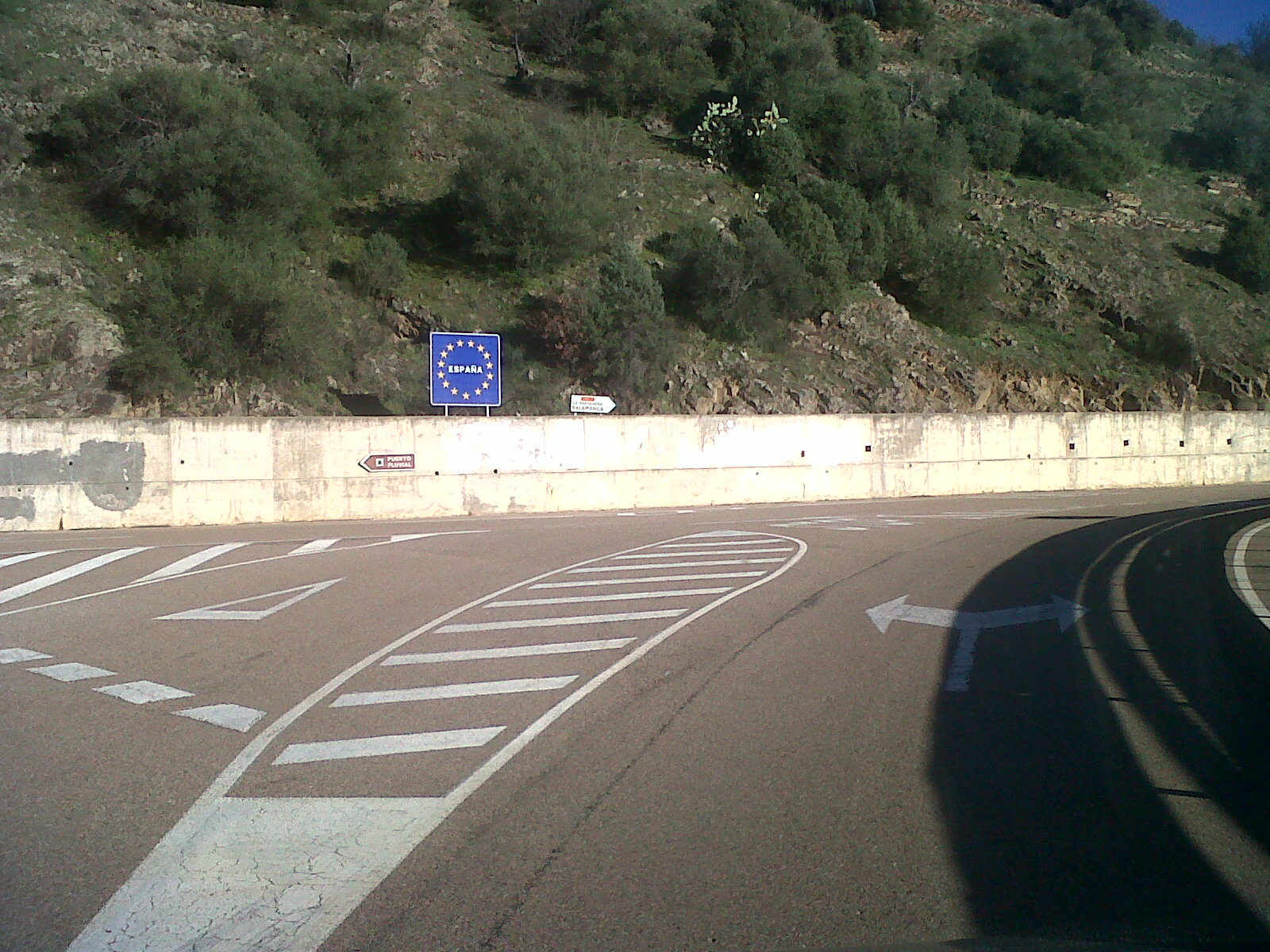
Bifurcación de la CL-517 y la CL-517a en el Muelle de Vega Terrón

## Recorrido
La carretera CL-517 atraviesa en sus 114 kilómetros de recorrido las localidades de Doñinos de Salamanca, Golpejas, Villarmayor, Zafrón, Villaseco de los Gamitos, Villar de Peralonso, Vitigudino, Cerralbo, Lumbrales y La Fregeneda, finalizando en el puente sobre el río Águeda que sirve de frontera entre España y Portugal entre La Fregeneda y Barca de Alba.
Por otro lado, cabe indicar que antes de la construcción del puente internacional sobre el Águeda, la carretera CL-517 terminaba en el Muelle Fluvial de Vega Terrón, siendo denominado actualmente el tramo de entrada al muelle como CL-517a.

### Tramo Salamanca - Doñinos de Ledesma
| Salamanca (Intersección con ) - Doñinos de Ledesma (Intersección con )                         | Salamanca (Intersección con ) - Doñinos de Ledesma (Intersección con ) | Salamanca (Intersección con ) - Doñinos de Ledesma (Intersección con ) | Salamanca (Intersección con ) - Doñinos de Ledesma (Intersección con ) | Salamanca (Intersección con ) - Doñinos de Ledesma (Intersección con ) | Salamanca (Intersección con ) - Doñinos de Ledesma (Intersección con ) | Salamanca (Intersección con ) - Doñinos de Ledesma (Intersección con ) | Salamanca (Intersección con ) - Doñinos de Ledesma (Intersección con ) | Salamanca (Intersección con ) - Doñinos de Ledesma (Intersección con ) | Salamanca (Intersección con ) - Doñinos de Ledesma (Intersección con ) | Salamanca (Intersección con ) - Doñinos de Ledesma (Intersección con ) |
| Esquema                                                                                        | PK                                                                     | Sentido La Fregeneda (creciente)                                       | Sentido La Fregeneda (creciente)                                       | Sentido La Fregeneda (creciente)                                       | Sentido La Fregeneda (creciente)                                       | Sentido Salamanca (decreciente)                                        | Sentido Salamanca (decreciente)                                        | Sentido Salamanca (decreciente)                                        | Sentido Salamanca (decreciente)                                        | Incidencias                                                            |
| Esquema                                                                                        | PK                                                                     | Velocidad                                                              | Elemento                                                               | Salida                                                                 | Salida                                                                 | Salida                                                                 | Salida                                                                 | Elemento                                                               | Velocidad                                                              | Incidencias                                                            |
| Esquema                                                                                        | PK                                                                     | Velocidad                                                              | Elemento                                                               | Dir.                                                                   | Nombre                                                                 | Nombre                                                                 | Dir.                                                                   | Elemento                                                               | Velocidad                                                              | Incidencias                                                            |
| ---------------------------------------------------------------------------------------------- | ---------------------------------------------------------------------- | ---------------------------------------------------------------------- | ---------------------------------------------------------------------- | ---------------------------------------------------------------------- | ---------------------------------------------------------------------- | ---------------------------------------------------------------------- | ---------------------------------------------------------------------- | ---------------------------------------------------------------------- | ---------------------------------------------------------------------- | ---------------------------------------------------------------------- |
|                                                                                                | 0,0                                                                    |                                                                        |                                                                        | Ciudad Rodrigo PORTUGAL                                                | Ciudad Rodrigo PORTUGAL                                                | Ciudad Rodrigo PORTUGAL                                                |                                                                        |                                                                        |                                                                        |                                                                        |
| Salamanca (sur) Recinto ferial Ávila - Madrid Valladolid Cáceres Zamora Alba de Tormes Vecinos | 0,0                                                                    |                                                                        |                                                                        |                                                                        |                                                                        |                                                                        |                                                                        |                                                                        |                                                                        |                                                                        |
| Doñinos de Salamanca Vitigudino Florida de Liebana                                             | 0,0                                                                    |                                                                        |                                                                        |                                                                        |                                                                        |                                                                        |                                                                        |                                                                        |                                                                        |                                                                        |
|                                                                                                | 0,1                                                                    |                                                                        |                                                                        | Florida de Liebana                                                     | Florida de Liebana                                                     |                                                                        |                                                                        |                                                                        |                                                                        |                                                                        |
|                                                                                                | 0,7                                                                    |                                                                        |                                                                        |                                                                        | Centro de Transportes                                                  | Centro de Transportes                                                  |                                                                        |                                                                        |                                                                        |                                                                        |
|                                                                                                | 0,7                                                                    | Doñinos de Salamanca Vitigudino                                        |                                                                        |                                                                        |                                                                        |                                                                        |                                                                        |                                                                        |                                                                        |                                                                        |
|                                                                                                | 0,7                                                                    | Salamanca                                                              |                                                                        |                                                                        |                                                                        |                                                                        |                                                                        |                                                                        |                                                                        |                                                                        |
|                                                                                                | 1,1                                                                    |                                                                        |                                                                        |                                                                        | Mercasalamanca                                                         | Mercasalamanca                                                         |                                                                        |                                                                        |                                                                        |                                                                        |
|                                                                                                | 1,1                                                                    | Doñinos de Salamanca Vitigudino                                        |                                                                        |                                                                        |                                                                        |                                                                        |                                                                        |                                                                        |                                                                        |                                                                        |
|                                                                                                | 1,1                                                                    | Salamanca                                                              |                                                                        |                                                                        |                                                                        |                                                                        |                                                                        |                                                                        |                                                                        |                                                                        |
|                                                                                                | 1,7                                                                    |                                                                        |                                                                        | DOÑINOS DE SALAMANCA                                                   | DOÑINOS DE SALAMANCA                                                   | DOÑINOS DE SALAMANCA                                                   | DOÑINOS DE SALAMANCA                                                   |                                                                        |                                                                        |                                                                        |
|                                                                                                | 2,9                                                                    |                                                                        |                                                                        | DOÑINOS DE SALAMANCA                                                   | DOÑINOS DE SALAMANCA                                                   | DOÑINOS DE SALAMANCA                                                   | DOÑINOS DE SALAMANCA                                                   |                                                                        |                                                                        |                                                                        |
|                                                                                                | 4,4                                                                    |                                                                        |                                                                        | RADAR FIJO DE TRAMO                                                    | RADAR FIJO DE TRAMO                                                    | RADAR FIJO DE TRAMO                                                    | RADAR FIJO DE TRAMO                                                    |                                                                        |                                                                        |                                                                        |
| 16,3                                                                                           |                                                                        |                                                                        |                                                                        | RADAR FIJO DE TRAMO                                                    | RADAR FIJO DE TRAMO                                                    | RADAR FIJO DE TRAMO                                                    | RADAR FIJO DE TRAMO                                                    |                                                                        |                                                                        |                                                                        |
|                                                                                                | 5,0                                                                    |                                                                        |                                                                        |                                                                        | Carrascal de Barregas                                                  | Carrascal de Barregas                                                  |                                                                        |                                                                        |                                                                        |                                                                        |
|                                                                                                | 5,0                                                                    | Polígono industrial                                                    |                                                                        |                                                                        |                                                                        |                                                                        |                                                                        |                                                                        |                                                                        |                                                                        |
|                                                                                                | 6,3                                                                    |                                                                        |                                                                        | Parada de Arriba                                                       | Parada de Arriba                                                       | Parada de Arriba                                                       | Parada de Arriba                                                       |                                                                        |                                                                        |                                                                        |
|                                                                                                | 9,2                                                                    |                                                                        |                                                                        | Carrascal de Pericalvo                                                 | Carrascal de Pericalvo                                                 | Carrascal de Pericalvo                                                 | Carrascal de Pericalvo                                                 |                                                                        |                                                                        |                                                                        |
|                                                                                                | 11,1                                                                   |                                                                        |                                                                        | Porteros                                                               | Porteros                                                               | Porteros                                                               | Porteros                                                               |                                                                        |                                                                        |                                                                        |
|                                                                                                | 11,8                                                                   |                                                                        |                                                                        | Miranda de Pericalvo                                                   | Miranda de Pericalvo                                                   | Miranda de Pericalvo                                                   | Miranda de Pericalvo                                                   |                                                                        |                                                                        |                                                                        |
|                                                                                                | 12,5                                                                   |                                                                        |                                                                        | Vega de Tirados                                                        | Vega de Tirados                                                        | Vega de Tirados                                                        | Vega de Tirados                                                        |                                                                        |                                                                        |                                                                        |
|                                                                                                | 13,7                                                                   |                                                                        |                                                                        | Torrecilla de Miranda                                                  | Torrecilla de Miranda                                                  | Torrecilla de Miranda                                                  | Torrecilla de Miranda                                                  |                                                                        |                                                                        |                                                                        |
|                                                                                                | 16,6                                                                   |                                                                        |                                                                        | GOLPEJAS                                                               | GOLPEJAS                                                               | GOLPEJAS                                                               | GOLPEJAS                                                               |                                                                        |                                                                        |                                                                        |
|                                                                                                | 16,7                                                                   |                                                                        |                                                                        |                                                                        | Espino de los Doctores                                                 | Espino de los Doctores                                                 |                                                                        |                                                                        |                                                                        |                                                                        |
|                                                                                                | 16,7                                                                   | Rollán                                                                 |                                                                        |                                                                        |                                                                        |                                                                        |                                                                        |                                                                        |                                                                        |                                                                        |
|                                                                                                | 16,9                                                                   |                                                                        |                                                                        | GOLPEJAS                                                               | GOLPEJAS                                                               | GOLPEJAS                                                               | GOLPEJAS                                                               |                                                                        |                                                                        |                                                                        |
|                                                                                                | 22,5                                                                   |                                                                        |                                                                        | VILLARMAYOR                                                            | VILLARMAYOR                                                            | VILLARMAYOR                                                            | VILLARMAYOR                                                            |                                                                        |                                                                        |                                                                        |
|                                                                                                | 22,9                                                                   |                                                                        |                                                                        |                                                                        | Ledesma                                                                | Ledesma                                                                |                                                                        |                                                                        |                                                                        |                                                                        |
|                                                                                                | 22,9                                                                   | La Mata de Ledesma Robliza de Cojos                                    |                                                                        |                                                                        |                                                                        |                                                                        |                                                                        |                                                                        |                                                                        |                                                                        |
|                                                                                                | 23,1                                                                   |                                                                        |                                                                        | VILLARMAYOR                                                            | VILLARMAYOR                                                            | VILLARMAYOR                                                            | VILLARMAYOR                                                            |                                                                        |                                                                        |                                                                        |
|                                                                                                | 27,5                                                                   |                                                                        |                                                                        | ZAFRÓN                                                                 | ZAFRÓN                                                                 | ZAFRÓN                                                                 | ZAFRÓN                                                                 |                                                                        |                                                                        |                                                                        |
|                                                                                                | 27,5                                                                   |                                                                        |                                                                        | Doñinos de Ledesma                                                     | Doñinos de Ledesma                                                     | Doñinos de Ledesma                                                     | Doñinos de Ledesma                                                     |                                                                        |                                                                        |                                                                        |
|                                                                                                | 27,7                                                                   |                                                                        |                                                                        | ZAFRÓN                                                                 | ZAFRÓN                                                                 | ZAFRÓN                                                                 | ZAFRÓN                                                                 |                                                                        |                                                                        |                                                                        |
|                                                                                                | 29,5                                                                   |                                                                        |                                                                        |                                                                        | Ledesma                                                                | Ledesma                                                                |                                                                        |                                                                        |                                                                        |                                                                        |
|                                                                                                | 29,5                                                                   | La Fuente de San Esteban                                               |                                                                        |                                                                        |                                                                        |                                                                        |                                                                        |                                                                        |                                                                        |                                                                        |

### Tramo Doñinos de Ledesma - Vitigudino
| Doñinos de Ledesma (Intersección con ) - Vitigudino (Intersección con ) | Doñinos de Ledesma (Intersección con ) - Vitigudino (Intersección con ) | Doñinos de Ledesma (Intersección con ) - Vitigudino (Intersección con ) | Doñinos de Ledesma (Intersección con ) - Vitigudino (Intersección con ) | Doñinos de Ledesma (Intersección con ) - Vitigudino (Intersección con ) | Doñinos de Ledesma (Intersección con ) - Vitigudino (Intersección con ) | Doñinos de Ledesma (Intersección con ) - Vitigudino (Intersección con ) | Doñinos de Ledesma (Intersección con ) - Vitigudino (Intersección con ) | Doñinos de Ledesma (Intersección con ) - Vitigudino (Intersección con ) | Doñinos de Ledesma (Intersección con ) - Vitigudino (Intersección con ) | Doñinos de Ledesma (Intersección con ) - Vitigudino (Intersección con ) |
| Esquema                                                                 | PK                                                                      | Sentido La Fregeneda (creciente)                                        | Sentido La Fregeneda (creciente)                                        | Sentido La Fregeneda (creciente)                                        | Sentido La Fregeneda (creciente)                                        | Sentido Salamanca (decreciente)                                         | Sentido Salamanca (decreciente)                                         | Sentido Salamanca (decreciente)                                         | Sentido Salamanca (decreciente)                                         | Incidencias                                                             |
| Esquema                                                                 | PK                                                                      | Velocidad                                                               | Elemento                                                                | Salida                                                                  | Salida                                                                  | Salida                                                                  | Salida                                                                  | Elemento                                                                | Velocidad                                                               | Incidencias                                                             |
| Esquema                                                                 | PK                                                                      | Velocidad                                                               | Elemento                                                                | Dir.                                                                    | Nombre                                                                  | Nombre                                                                  | Dir.                                                                    | Elemento                                                                | Velocidad                                                               | Incidencias                                                             |
| ----------------------------------------------------------------------- | ----------------------------------------------------------------------- | ----------------------------------------------------------------------- | ----------------------------------------------------------------------- | ----------------------------------------------------------------------- | ----------------------------------------------------------------------- | ----------------------------------------------------------------------- | ----------------------------------------------------------------------- | ----------------------------------------------------------------------- | ----------------------------------------------------------------------- | ----------------------------------------------------------------------- |
|                                                                         | 29,5                                                                    |                                                                         |                                                                         |                                                                         | Ledesma                                                                 | Ledesma                                                                 |                                                                         |                                                                         |                                                                         |                                                                         |
|                                                                         | 29,5                                                                    | La Fuente de San Esteban                                                |                                                                         |                                                                         |                                                                         |                                                                         |                                                                         |                                                                         |                                                                         |                                                                         |
|                                                                         | 30,1                                                                    |                                                                         |                                                                         | Las Dehesitas                                                           | Las Dehesitas                                                           | Las Dehesitas                                                           | Las Dehesitas                                                           |                                                                         |                                                                         |                                                                         |
|                                                                         | 35,1                                                                    |                                                                         |                                                                         | VILLASECO DE LOS GAMITOS                                                | VILLASECO DE LOS GAMITOS                                                | VILLASECO DE LOS GAMITOS                                                | VILLASECO DE LOS GAMITOS                                                |                                                                         |                                                                         |                                                                         |
|                                                                         | 35,3                                                                    |                                                                         |                                                                         | Encina de San Silvestre                                                 | Encina de San Silvestre                                                 | Encina de San Silvestre                                                 | Encina de San Silvestre                                                 |                                                                         |                                                                         |                                                                         |
|                                                                         | 35,7                                                                    |                                                                         |                                                                         |                                                                         | Gejuelo del Barro                                                       | Gejuelo del Barro                                                       |                                                                         |                                                                         |                                                                         |                                                                         |
|                                                                         | 35,7                                                                    | Villasdardo                                                             |                                                                         |                                                                         |                                                                         |                                                                         |                                                                         |                                                                         |                                                                         |                                                                         |
|                                                                         | 35,9                                                                    |                                                                         |                                                                         | VILLASECO DE LOS GAMITOS                                                | VILLASECO DE LOS GAMITOS                                                | VILLASECO DE LOS GAMITOS                                                | VILLASECO DE LOS GAMITOS                                                |                                                                         |                                                                         |                                                                         |
|                                                                         | 44,0                                                                    |                                                                         |                                                                         | Espadaña Tremedal de Tormes                                             | Espadaña Tremedal de Tormes                                             | Espadaña Tremedal de Tormes                                             | Espadaña Tremedal de Tormes                                             |                                                                         |                                                                         |                                                                         |
|                                                                         | 44,4                                                                    |                                                                         |                                                                         | VILLAR DE PERALONSO                                                     | VILLAR DE PERALONSO                                                     | VILLAR DE PERALONSO                                                     | VILLAR DE PERALONSO                                                     |                                                                         |                                                                         |                                                                         |
|                                                                         | 44,5                                                                    |                                                                         |                                                                         | Villasdardo Cipérez                                                     | Villasdardo Cipérez                                                     | Villasdardo Cipérez                                                     | Villasdardo Cipérez                                                     |                                                                         |                                                                         |                                                                         |
|                                                                         | 45,0                                                                    |                                                                         |                                                                         | VILLAR DE PERALONSO                                                     | VILLAR DE PERALONSO                                                     | VILLAR DE PERALONSO                                                     | VILLAR DE PERALONSO                                                     |                                                                         |                                                                         |                                                                         |
|                                                                         | 52,3                                                                    |                                                                         |                                                                         | Cipérez                                                                 | Cipérez                                                                 | Cipérez                                                                 | Cipérez                                                                 |                                                                         |                                                                         |                                                                         |
|                                                                         | 52,4                                                                    |                                                                         |                                                                         | Gomeciego                                                               | Gomeciego                                                               | Gomeciego                                                               | Gomeciego                                                               |                                                                         |                                                                         |                                                                         |
|                                                                         | 54,1                                                                    |                                                                         |                                                                         | Peralejos de Arriba                                                     | Peralejos de Arriba                                                     | Peralejos de Arriba                                                     | Peralejos de Arriba                                                     |                                                                         |                                                                         |                                                                         |
|                                                                         | 56,8                                                                    |                                                                         |                                                                         | Peralejos de Abajo                                                      | Peralejos de Abajo                                                      | Peralejos de Abajo                                                      | Peralejos de Abajo                                                      |                                                                         |                                                                         |                                                                         |
|                                                                         | 57,5                                                                    |                                                                         |                                                                         | Polígono industrial                                                     | Polígono industrial                                                     | Polígono industrial                                                     | Polígono industrial                                                     |                                                                         |                                                                         |                                                                         |
|                                                                         | 61,5                                                                    |                                                                         |                                                                         | Polígono industrial                                                     | Polígono industrial                                                     |                                                                         |                                                                         |                                                                         |                                                                         |                                                                         |
|                                                                         | 61,5                                                                    |                                                                         |                                                                         | VITIGUDINO                                                              | VITIGUDINO                                                              | VITIGUDINO                                                              | VITIGUDINO                                                              |                                                                         |                                                                         |                                                                         |
|                                                                         | 61,8                                                                    |                                                                         |                                                                         | La Fuente de San Esteban                                                | La Fuente de San Esteban                                                | La Fuente de San Esteban                                                | La Fuente de San Esteban                                                |                                                                         |                                                                         |                                                                         |
|                                                                         | 62,2                                                                    |                                                                         |                                                                         | Polígono industrial                                                     | Polígono industrial                                                     | Polígono industrial                                                     | Polígono industrial                                                     |                                                                         |                                                                         |                                                                         |
|                                                                         | 62,4                                                                    |                                                                         |                                                                         | Villarmuerto                                                            | Villarmuerto                                                            | Villarmuerto                                                            | Villarmuerto                                                            |                                                                         |                                                                         |                                                                         |
|                                                                         | 63,1                                                                    |                                                                         |                                                                         |                                                                         | Trabanca Zamora Presa de Almendra                                       | Trabanca Zamora Presa de Almendra                                       |                                                                         |                                                                         |                                                                         |                                                                         |
|                                                                         | 63,1                                                                    | Yecla de Yeltes                                                         |                                                                         |                                                                         |                                                                         |                                                                         |                                                                         |                                                                         |                                                                         |                                                                         |

### Tramo Vitigudino - La Fregeneda (Frontera con Portugal)
| Vitigudino (Intersección con ) - La Fregeneda (Frontera con Portugal) | Vitigudino (Intersección con ) - La Fregeneda (Frontera con Portugal) | Vitigudino (Intersección con ) - La Fregeneda (Frontera con Portugal) | Vitigudino (Intersección con ) - La Fregeneda (Frontera con Portugal) | Vitigudino (Intersección con ) - La Fregeneda (Frontera con Portugal) | Vitigudino (Intersección con ) - La Fregeneda (Frontera con Portugal) | Vitigudino (Intersección con ) - La Fregeneda (Frontera con Portugal) | Vitigudino (Intersección con ) - La Fregeneda (Frontera con Portugal) | Vitigudino (Intersección con ) - La Fregeneda (Frontera con Portugal) | Vitigudino (Intersección con ) - La Fregeneda (Frontera con Portugal) | Vitigudino (Intersección con ) - La Fregeneda (Frontera con Portugal) |
| Esquema                                                               | PK                                                                    | Sentido La Fregeneda (creciente)                                      | Sentido La Fregeneda (creciente)                                      | Sentido La Fregeneda (creciente)                                      | Sentido La Fregeneda (creciente)                                      | Sentido Salamanca (decreciente)                                       | Sentido Salamanca (decreciente)                                       | Sentido Salamanca (decreciente)                                       | Sentido Salamanca (decreciente)                                       | Incidencias                                                           |
| Esquema                                                               | PK                                                                    | Velocidad                                                             | Elemento                                                              | Salida                                                                | Salida                                                                | Salida                                                                | Salida                                                                | Elemento                                                              | Velocidad                                                             | Incidencias                                                           |
| Esquema                                                               | PK                                                                    | Velocidad                                                             | Elemento                                                              | Dir.                                                                  | Nombre                                                                | Nombre                                                                | Dir.                                                                  | Elemento                                                              | Velocidad                                                             | Incidencias                                                           |
| --------------------------------------------------------------------- | --------------------------------------------------------------------- | --------------------------------------------------------------------- | --------------------------------------------------------------------- | --------------------------------------------------------------------- | --------------------------------------------------------------------- | --------------------------------------------------------------------- | --------------------------------------------------------------------- | --------------------------------------------------------------------- | --------------------------------------------------------------------- | --------------------------------------------------------------------- |
|                                                                       | 63,1                                                                  |                                                                       |                                                                       |                                                                       | Trabanca Zamora Presa de Almendra                                     | Trabanca Zamora Presa de Almendra                                     |                                                                       |                                                                       |                                                                       |                                                                       |
|                                                                       | 63,1                                                                  | Yecla de Yeltes                                                       |                                                                       |                                                                       |                                                                       |                                                                       |                                                                       |                                                                       |                                                                       |                                                                       |
|                                                                       | 63,2                                                                  |                                                                       |                                                                       | Aldeadávila de la Ribera                                              | Aldeadávila de la Ribera                                              | Aldeadávila de la Ribera                                              | Aldeadávila de la Ribera                                              |                                                                       |                                                                       |                                                                       |
|                                                                       | 63,7                                                                  |                                                                       |                                                                       |                                                                       | Valderrodrigo Mieza                                                   | Valderrodrigo Mieza                                                   |                                                                       |                                                                       |                                                                       |                                                                       |
|                                                                       | 63,7                                                                  | Lumbrales                                                             |                                                                       |                                                                       |                                                                       |                                                                       |                                                                       |                                                                       |                                                                       |                                                                       |
|                                                                       | 63,7                                                                  | Yecla de Yeltes                                                       |                                                                       |                                                                       |                                                                       |                                                                       |                                                                       |                                                                       |                                                                       |                                                                       |
|                                                                       | 63,7                                                                  | Salamanca                                                             |                                                                       |                                                                       |                                                                       |                                                                       |                                                                       |                                                                       |                                                                       |                                                                       |
|                                                                       | 63,8                                                                  |                                                                       |                                                                       | VITIGUDINO                                                            | VITIGUDINO                                                            | VITIGUDINO                                                            | VITIGUDINO                                                            |                                                                       |                                                                       |                                                                       |
|                                                                       | 64,1                                                                  |                                                                       |                                                                       | Vitigudino (oeste) Yecla de Yeltes                                    | Vitigudino (oeste) Yecla de Yeltes                                    | Vitigudino (oeste) Yecla de Yeltes                                    | Vitigudino (oeste) Yecla de Yeltes                                    |                                                                       |                                                                       |                                                                       |
|                                                                       | 67,2                                                                  |                                                                       |                                                                       | Guadramiro Barruecopardo                                              | Guadramiro Barruecopardo                                              | Guadramiro Barruecopardo                                              | Guadramiro Barruecopardo                                              |                                                                       |                                                                       |                                                                       |
|                                                                       | 68,4                                                                  |                                                                       |                                                                       |                                                                       | Guadramiro                                                            | Guadramiro                                                            |                                                                       |                                                                       |                                                                       |                                                                       |
|                                                                       | 68,4                                                                  | Yecla de Yeltes                                                       |                                                                       |                                                                       |                                                                       |                                                                       |                                                                       |                                                                       |                                                                       |                                                                       |
|                                                                       | 72,9                                                                  |                                                                       |                                                                       | Picones Encinasola de los Comendadores                                | Picones Encinasola de los Comendadores                                | Picones Encinasola de los Comendadores                                | Picones Encinasola de los Comendadores                                |                                                                       |                                                                       |                                                                       |
|                                                                       | 74,9                                                                  |                                                                       |                                                                       | Río Huebra                                                            | Río Huebra                                                            | Río Huebra                                                            | Río Huebra                                                            |                                                                       |                                                                       |                                                                       |
|                                                                       | 77,4                                                                  |                                                                       |                                                                       | CERRALBO                                                              | CERRALBO                                                              | CERRALBO                                                              | CERRALBO                                                              |                                                                       |                                                                       |                                                                       |
|                                                                       | 77,6                                                                  |                                                                       |                                                                       | Bogajo Villavieja de Yeltes                                           | Bogajo Villavieja de Yeltes                                           | Bogajo Villavieja de Yeltes                                           | Bogajo Villavieja de Yeltes                                           |                                                                       |                                                                       |                                                                       |
|                                                                       | 77,8                                                                  |                                                                       |                                                                       | Olmedo de Camaces                                                     | Olmedo de Camaces                                                     | Olmedo de Camaces                                                     | Olmedo de Camaces                                                     |                                                                       |                                                                       |                                                                       |
|                                                                       | 78,0                                                                  |                                                                       |                                                                       | CERRALBO                                                              | CERRALBO                                                              | CERRALBO                                                              | CERRALBO                                                              |                                                                       |                                                                       |                                                                       |
|                                                                       | 82,6                                                                  |                                                                       |                                                                       | Saldeana Barruecopardo                                                | Saldeana Barruecopardo                                                | Saldeana Barruecopardo                                                | Saldeana Barruecopardo                                                |                                                                       |                                                                       |                                                                       |
|                                                                       | 83,3                                                                  |                                                                       |                                                                       | Río Camaces                                                           | Río Camaces                                                           | Río Camaces                                                           | Río Camaces                                                           |                                                                       |                                                                       |                                                                       |
|                                                                       | 88,4                                                                  |                                                                       |                                                                       | B.I.C. Línea Férrea La Fuente de San Esteban-La Fregeneda             | B.I.C. Línea Férrea La Fuente de San Esteban-La Fregeneda             | B.I.C. Línea Férrea La Fuente de San Esteban-La Fregeneda             | B.I.C. Línea Férrea La Fuente de San Esteban-La Fregeneda             |                                                                       |                                                                       |                                                                       |
|                                                                       | 88,8                                                                  |                                                                       |                                                                       | Estación de Lumbrales                                                 | Estación de Lumbrales                                                 | Estación de Lumbrales                                                 | Estación de Lumbrales                                                 |                                                                       |                                                                       |                                                                       |
|                                                                       | 88,9                                                                  |                                                                       |                                                                       | LUMBRALES                                                             | LUMBRALES                                                             | LUMBRALES                                                             | LUMBRALES                                                             |                                                                       |                                                                       |                                                                       |
|                                                                       | 89,6                                                                  |                                                                       |                                                                       |                                                                       | Vilvestre Saucelle Bermellar                                          | Vilvestre Saucelle Bermellar                                          |                                                                       |                                                                       |                                                                       |                                                                       |
|                                                                       | 89,6                                                                  | Ciudad Rodrigo                                                        |                                                                       |                                                                       |                                                                       |                                                                       |                                                                       |                                                                       |                                                                       |                                                                       |
|                                                                       | 90,3                                                                  |                                                                       |                                                                       | LUMBRALES                                                             | LUMBRALES                                                             | LUMBRALES                                                             | LUMBRALES                                                             |                                                                       |                                                                       |                                                                       |
|                                                                       | 95,7                                                                  |                                                                       |                                                                       | Hinojosa de Duero Salto de Saucelle                                   | Hinojosa de Duero Salto de Saucelle                                   | Hinojosa de Duero Salto de Saucelle                                   | Hinojosa de Duero Salto de Saucelle                                   |                                                                       |                                                                       |                                                                       |
|                                                                       | 96,5                                                                  |                                                                       |                                                                       | Sobradillo                                                            | Sobradillo                                                            | Sobradillo                                                            | Sobradillo                                                            |                                                                       |                                                                       |                                                                       |
|                                                                       | 101,4                                                                 |                                                                       |                                                                       | B.I.C. Línea Férrea La Fuente de San Esteban-La Fregeneda             | B.I.C. Línea Férrea La Fuente de San Esteban-La Fregeneda             | B.I.C. Línea Férrea La Fuente de San Esteban-La Fregeneda             | B.I.C. Línea Férrea La Fuente de San Esteban-La Fregeneda             |                                                                       |                                                                       | Túnel 1 - La Carretera                                                |
|                                                                       | 101,8                                                                 |                                                                       |                                                                       | Estación de La Fregeneda                                              | Estación de La Fregeneda                                              | Estación de La Fregeneda                                              | Estación de La Fregeneda                                              |                                                                       |                                                                       |                                                                       |
|                                                                       | 103,8                                                                 |                                                                       |                                                                       | LA FREGENEDA                                                          | LA FREGENEDA                                                          | LA FREGENEDA                                                          | LA FREGENEDA                                                          |                                                                       |                                                                       |                                                                       |
|                                                                       | 104,8                                                                 |                                                                       |                                                                       | LA FREGENEDA                                                          | LA FREGENEDA                                                          | LA FREGENEDA                                                          | LA FREGENEDA                                                          |                                                                       |                                                                       |                                                                       |
|                                                                       | 113,7                                                                 |                                                                       |                                                                       | B.I.C. Línea Férrea La Fuente de San Esteban-La Fregeneda             | B.I.C. Línea Férrea La Fuente de San Esteban-La Fregeneda             | B.I.C. Línea Férrea La Fuente de San Esteban-La Fregeneda             | B.I.C. Línea Férrea La Fuente de San Esteban-La Fregeneda             |                                                                       |                                                                       | Túnel 19 - Las Almas                                                  |
|                                                                       | 114,2                                                                 |                                                                       |                                                                       |                                                                       | Muelle de Vega Terrón                                                 | Muelle de Vega Terrón                                                 |                                                                       |                                                                       |                                                                       |                                                                       |
|                                                                       | 114,2                                                                 | PORTUGAL                                                              |                                                                       |                                                                       |                                                                       |                                                                       |                                                                       |                                                                       |                                                                       |                                                                       |
|                                                                       | 114,2                                                                 | La Fregeneda Salamanca                                                |                                                                       |                                                                       |                                                                       |                                                                       |                                                                       |                                                                       |                                                                       |                                                                       |
|                                                                       | 114,28                                                                |                                                                       |                                                                       | Río Águeda                                                            | Río Águeda                                                            | Río Águeda                                                            | Río Águeda                                                            |                                                                       |                                                                       |                                                                       |
|                                                                       |                                                                       |                                                                       |                                                                       |                                                                       |                                                                       |                                                                       |                                                                       |                                                                       |                                                                       |                                                                       |
| Barca de Alba                                                         | 114,28                                                                |                                                                       |                                                                       |                                                                       |                                                                       |                                                                       |                                                                       |                                                                       |                                                                       |                                                                       |